# Ferne Sterne
Ferne Sterne ist eine Sammlung von Science-Fiction-Kurzgeschichten und -Erzählungen des Engländers Eric Frank Russell, die 1961 auf Englisch unter dem Titel Far Stars und auf Deutsch 1962 in der Übersetzung durch Heinz Bingenheimer im Wilhelm-Goldmann-Verlag erschien.
Die Sammlung enthält die Werke Kleinarbeit (engl. Legwork, 1956), Der Offund (engl. Allamagoosa, 1955), Die Warteinweiler (engl. The Waitabits, 1955), Post Scriptum (engl. P.S. bzw. Postscript, 1953) Die Zeitlosen (engl. The Timeless Ones, 1952) und Diabologik (engl. Diabologic, 1955).

## Handlung der Kurzgeschichten und der Erzählungen

### Kleinarbeit
Aus dem Bereich der Andromedanischen Kultur reist ein Hypno durch die Welt und auf die Erde, um zu sondieren, wie man die Menschen dem Imperium aus 200 Planeten unterwerfen kann, von dem er stammt. Sein Name lässt sich näherungsweise als Harasha Vanash wiedergeben. Er durchschaut denkende Wesen im Umkreis einer Meile telepathisch und hält sie auf diese Entfernung völlig in seinem Bann. Seine Kraft versagt lediglich daran, anderen ihre Selbstvernichtung zu befehlen. Vor allem aber ist er nicht gegen das so zähe wie unaufregende Vorgehen der Menschheit auf der Grundlage der Erfahrung gewappnet.
Vanashs Erscheinen belebt Gerüchte über Besuche Außerirdischer. Er schickt sein Raumschiff in eine Umlaufbahn, versteckt in den Bergen die Fernsteuerung und nimmt auf seinem Wege nur einen kleinen Kompass mit. Er gibt sich das exakte Äußere des William Jones, eines Gärtners, der ihm unauffällig und deshalb als Vorbild für eine Kopie geeignet erschienen ist, und lässt sich durch den Vertreter Burge Kimmelman per Auto in die nächste Stadt mitnehmen. Er gelangt an einen geringfügigen Geldbetrag, indem er die Kundin eines Supermarkts telepathisch beeinflusst, lässt sich in einer Pension nieder und hebt eine Bank aus, indem er wiederum genau die Gestalt eines Kassierers annimmt, der den Angestellten des Hauses vom Aussehen her bekannt ist.
Der Ermittler Edward G. Rider vom US-Schatzamt und die örtlichen Polizeiinspektoren Harrison und Kastner überprüfen, ob der Kassierer einen Verwandten hat, der ihm besonders stark ähnelt, geben einen Handzettel an alle Bankangestellten des Landes aus, der die Vorgehensweise des Täters beschreibt, und erstellen ein Phantombild von diesem, das auf den Erinnerungen einer Lederwarenhändlerin an den verdächtigen Käufer eines Geldsacks fußt. Über das Bild stößt man auf Jones und in einer Dielenritze von Vanashs Pensionszimmer auf zwei mandelförmige Samen aus dem Proviant des Außerirdischen. Als bei Jones wie bei dem Kassierer auffällt, dass er zur gleichen Zeit an zwei Orten gewesen zu sein scheint, beschreibt der Gärtner der Polizei Kimmelman, der zuerst Vanash abgesetzt hat, kurz darauf aber auf ihn selbst getroffen und vor Erstaunen aus allen Wolken gefallen ist.
Inzwischen entdecken Astronomen Vanashs Raumschiff. Man glaubt zunächst, es sei der erste von Menschen geschaffene Satellit der Erde. Als auch die Analyse der gefundenen Samen ins Rätselhafte führt, erschließt Rider die Wahrheit. Man spürt auf der Grundlage der Angaben Kimmelmans und weiterer Zeugen Vanashs Fernsteuerung auf, dokumentiert sie nach Maßen und Aussehen, deponiert sie einstweilen weiter in ihrem Versteck und ersetzt sie dann durch eine Attrappe, bei der der vermeintliche Knopf zum Herunterholen des Raumschiffs das Versprühen eines Betäubungsgases auslöst; man installiert Mikrofone in der Erde und legt sich mit Scheinwerfern, Spezialgewehren und Flakbatterien auf die Lauer.
Vanash erkundet noch durch vier Monate hindurch Forschungs- und Fertigungsstätten der Menschen. Als er an seinen Landeplatz zurückkehrt, wirkt das Gas nicht auf seinen Organismus; er bringt die Wachen dazu, sich gegenseitig zu erschießen. Eine weitere Wache befindet sich aber außerhalb der Reichweite von Vanashs hypnotischem Einfluss, fällt deshalb nicht auf die Illusion herein und erschießt den Flüchtenden. Die Menschen holen daraufhin mit der Fernsteuerung das Raumschiff auf den Boden, untersuchen es und errichten eine Armada ähnlicher, aber größerer und in vielem verbesserter Fahrzeuge.
Siehe auch: Terminator 2 – Tag der Abrechnung

### Der Offund
Das Raumschiff Bustler des Kapitäns McNaught liegt nach langem Flug in Siriusport, da teilt Feldman, der Flottenkommandant für den Siriussektor im terranischen Hauptquartier, McNaught mit, dass der Hauptinspekteur für Schiffe und deren Einrichtungen, Admiral Vane W. Cassidy, in drei Tagen bei ihm eintreffen werde. McNaught fürchtet, es könnte wegen kleinerer Unstimmigkeiten beim Verbleib einzelner Gegenstände zu ruinösen Gerichtsverfahren kommen, lässt das Schiff neu streichen und hält mit dem Zweiten Offizier Pike Inventur über das an Bord Befindliche. Als auf der Liste zwischen den Besitzstücken des Schiffshundes Peaslake ein Offund aufscheint, verweist der Chefkoch Blanchard (der zwar einen starken französischen Akzent hat, sich aber im Besitz eines Zeugnisses von dem Cordon Bleu College und ähnlicher weiterer bedeutender Zertifikate befindet) darauf, dass der ihm unbekannte Gegenstand in den Bereich des Funkers Burman gehören werde, dessen Brocken (Sprechanlagen usw.) sich über das ganze Schiff und auch über die Küche verteilen. McNaught erscheint das schlüssig, da die Funker die Bezeichnungen der Geräte, mit denen sie arbeiten, zu Spitznamen zusammenziehen. Im Vertrauen darauf, dass auch Cassidy den Begriff nicht kennen werde, verpflichtet er Burman, dem wie auch immer gearteten und womöglich ja auch ziemlich teuren Offund eine physische Form zu geben.
Der Inspekteur akzeptiert das eilig angefertigte Werkstück als ein Gerät zum Ausgleichen gegensätzlicher gravitationeller Kräfte. Nach fünf Tagen erhält die Bustler den Befehl, zur Erde zurückzukehren; man will sie angesichts der glatt gelaufenen Inspektion überholen und mit einem verbesserten Antrieb ausstatten. Auf dem Flug macht Burman den Kapitän darauf aufmerksam, dass beim Überholen des Schiffs eine größere Zahl technischer Experten an Bord kommen werde und man ihnen mit der Offund-Attrappe nichts werde vormachen können. McNaught meldet an die Erde, der Offund sei beim Vorbeiflug an der Zwillingssonne Hektor in den auf ihn einwirkenden Schwerekräften zerrissen worden. Zwei Tage später werden durch General-Alarm alle Raumschiffe in die Häfen gewiesen. McNaught genießt das aufwühlende Erlebnis, das er nur selten und aufgrund schwerwiegender Vorkommnisse haben kann, wenn z. B. ein Schiff explodiert oder seine ganze Mannschaft den Verstand verliert. Burman reißt den Kapitän aus seinen Betrachtungen, indem er ihm die sorgenvolle Meldung vom Hauptquartier vorlegt betreffend das Zerreißen das offiziellen Schiffshundes Peaslake sowie die Anordnung, sofort die gesamte Mannschaft ärztlich auf etwaige entsprechende Symptome zu untersuchen.
Für die Kurzgeschichte Der Offund erhielt Eric Frank Russell 1955 den Hugo Award (Best Short Story).

### Die Warteinweiler
Der Kommandant des Raumschiffs Thunderer, Leigh, wird durch seinen Vorgesetzten Markham beauftragt, den Planeten Eterna zu erkunden. Der Scout Boydell hat diesen weit draußen im Universum entdeckt; ihm zufolge ähnelt er der Erde so sehr, dass man ohne Spezialausrüstung auf ihm leben kann, und ist er „von intelligenten Wesen verschiedener aber gleichwertiger Denkfähigkeit [bewohnt]“, die er Warteinweiler nennt und als unbesiegbar einstuft.
Der Soziologe Pascoe und der Geophysiker Walterson beobachten den Planeten, der Städte, Dörfer, Straßen und Schienenstränge besitzt, von einer Umlaufbahn aus. Pascoe setzt die Einwohnerzahl niedrig an. Der Thunderer landet in der Nähe einer größeren Stadt. Es stellt sich heraus, dass Tag und Nacht je etwa sechs Monate dauern. Ein mit Solarbatterien betriebener Zug fährt mit halber Schrittgeschwindigkeit vorbei und kehrt nach einer Pause von einer Viertelstunde zurück. Der Helikopterpilot Ogilvy stellt fest, dass die Warteinweiler keine Fluggeräte und Geschütze haben und dass die Straßen der Städte mit unbeweglichen Menschen überfüllt sind und von schleichenden Autos und Straßenbahnen befahren werden. Das einzige flugfähige Tier, das er sichtet, ist eine außerordentlich langsame Art fliegende Eidechse.
Die unbewaffneten Kontaktexperten heben einige der fremdartigen Passagiere aus dem Zug und versuchen, sich mit ihnen zu verständigen. Während sie dabei mit dem Schwindel kämpfen, stößt der Zoologe Garside an Käfern darauf, die örtlichen Organismen seien von normaler Struktur, „aber außergewöhnlich langsam in jeder Beziehung“. Leigh und seine Leute stellen in der Stadt fest, dass die Warteinweiler Schönheitssinn, technisches Verständnis und ein Strafrecht ihr eigen nennen und für ihre Verhältnisse erstaunlich tüchtig sind. Sie scheinen allerdings nicht durch eine hörbare Sprache, sondern durch Schirme und Farben zu kommunizieren; ihre Schrift umfasst in etwa 3000 Zeichen.
Als die Warteinweiler zum Thunderer zu pilgern beginnen, weicht dieser um ein paar hundert Kilometer aus, um das jeweils ein weiteres Mal zu tun, wenn nach ca. einem Erdentag der nächste Ansturm beginnt. Das Vorhaben, einen Botschafter auf Eterna zurückzulassen, muss beim Abschied von dem Planeten mangels eines Freiwilligen zunächst fallengelassen werden.
Leigh und Pascoe erschaudern in dem Gedanken, dass die Menschen für die Angehörigen einer anderen, womöglich aggressiv sich ausbreitenden Kultur so langsam sein könnten wie für sie selbst die Warteinweiler.
Die Scouts drängen die Natur der von ihnen entdeckten Welten stets sehr knapp in den Bezeichnungen zusammen, die sie ihnen geben. Für Pascoe erreicht das einen vorläufigen Höhepunkt, als Markham ihn mit Leigh nach ihrem Besuch auf Eterna (lat. „ewig“) zu dem Planeten Stinky sendet, den Boydell für sie ausgekundschaftet hat.

### Post Scriptum
Doktor Malcolm Harrison ist seit zwölf Jahren in Pension und pflegt abendlich durch die Straßen zu bummeln, zwischen denen er über ein Vierteljahrhundert eine kleine Klinik geleitet hat und die bald schon der fortschreitenden Durchdringung der Stadt durch die Technik zum Opfer fallen werden. Im Café von Silvio, bei dessen Geburt er einst geholfen hat, trifft er endlich einmal wieder Jim Corlett, den Raumfahrer, den er ebenfalls bereits als Jungen gekannt hat. Da die ganze Welt und auch der Arzt durch dreidimensionales Kino mit den berühmten Orten im Universum gründlich vertraut ist, erzählt Corlett Harrison von den Bewohnern des abgelegenen nebligen und sumpfigen Planeten Reba. Sie messen kaum einen halben Meter, sind graugrün, gesichts- und geschlechtslos und von Auswüchsen bedeckt, stinken furchterregend und können nur „wie Betrunkene“ einige Schritte laufen, ehe sie genötigt sind, sich mit ihren Wurzeln von Neuem im Boden festzukrallen. Der einzige menschliche Bewohner Rebas ist der verschrobene Sektierer Vater Josef, dessen Vorgänger die Rebanier Englisch lesen und schreiben gelehrt hat.
Harrison verschweigt Corlett, dass er durch das Institut für Transkosmische Beziehungen seit seiner Kindheit mit einem der Zöglinge von Vater Josef Briefe wechselt und diesen Zögling jetzt sogar auf einem Gruppenfoto entdeckt, das der Raumfahrer ihm zeigt. Der Doktor hat Vandrashanda stets für weiblich gehalten; durch die ganze Ehe mit seiner Frau Petula hindurch hat sich ein immer tiefer empfundener Austausch mit der transstellaren Kontaktsperson entfaltet. Harrison schreibt dieser jetzt den längsten Brief seit je und setzt zuletzt noch ein Kompliment für Vandrashandas wundervolle Schönheit darunter. Durch das Foto ist ihm aufgegangen, dass der Geist nicht vom Äußeren abhänge.

### Die Zeitlosen
Der Professor Xtith Vjarm gehört einer Art von Lebewesen an, die vier Beine, mehrfach gewinkelte Arme und ein dickes, graues Fell haben. Zusammen mit vierzig ihnen untergeordneten Arten beherrschen sie ein Imperium von weit über 7000 bewohnten Planetensystemen. Die Bürger dieser Welt sind von exotischer Vielfalt; sie arbeiten im täglichen Leben zusammen, können sich aber nicht alle biologisch miteinander vermischen. Vjarm hat sich für vierzehn Jahre in die Tiefen des Universums begeben, um an der Suche nach einem Planeten teilzunehmen, in dem man die Quelle allen Lebens vermutet. In dem System eines orangen Zwerges stößt er aber auf etwas, was ihm als wissenschaftlich wichtiger und fruchtbarer erscheint. Er stellt fest, dass eine einzige Art, die zweibeinigen Miggies, das System bewohnt und von dessen drittem Planeten stammt, dass aber eine andere Variante der Art auf diesem Planeten zuerst die Raumfahrt entdeckt hat und nach unaufhörlichen und machtvollen, letztlich aber ergebnislosen Abwehrkriegen durch die Miggies biologisch absorbiert worden ist. Da die Miggies inzwischen 177 Planetensysteme eingenommen haben, ergibt sich für Vjarm, dass sie in ca. 12000 Jahren auch in dem System seiner eigenen Rasse die Herren sein werden. Ihm graut vor der darin sich offenbarenden stillen und unaufhaltsamen Kraft; er fühlt sich genötigt, sein gewohntes Empfinden zu hinterfragen, das in der Gegenwart und ihrer Zeitnot aufgeht. Seine Bedenken speisen sich namentlich daraus, dass es jetzt auch in seiner Heimat schon mehrere tausend Miggies gibt. Er wendet sich an unterschiedliche offizielle Stellen, weil er um den Bestand des Imperiums fürchtet. Einer von den Zeitlosen mit seiner weichen, hellen Haut, seinen „schwarzen, schmalen Augen“ und seinem „[kindhaften] und [unbefangenen] Lächeln“ löst bei den Assistenten Heigl und Jursin vom Geheimdienst, beim Kriegsministerium und bei Vjarms Kollegen Mnorth und Prof. Dakane vom College für kosmische Geschichte und Archäologie aber keine entsprechenden Ängste aus. Dakane merkt an, dass ihm die Zeiten nach seinem Tode und dem seiner Kinder und Kindeskinder gleichgültig seien und sich auch in der Vergangenheit niemand über die aktuellen Probleme den Kopf zerbrochen habe. Eine Behandlung der Sache am College weist er wegen der soziopsychologischen Gefahren, die sie bergen würde, zurück.

### Diabologik
Der Kundschafter Wayne Hillder benutzt ein Raumschiff überholter Bauart und stößt wie seine Kollegen aus der kosmischen Kugel, mit der die Menschen vertraut sind, zu den draußen wartenden unbekannten Planetensystemen vor. In langen Jahrhunderten hat man über 700 bewohnte Himmelskörper entdeckt und z. T. ausgebeutet; Hillder landet außerhalb der Reichweite des menschlichen Funks auf Vard als Erster unter Wesen, die selbst schon den Raum befahren. Er verfolgt die mittlerweile bewährte Taktik, betont freundlich aufzutreten, so dass die Fremden daran sind, das besorgte Nachdenken zu übernehmen.
Die Vards ähneln den Menschen nicht zuletzt in ihrer liebenswerten Unvollkommenheit sehr stark. Militärs locken Hillder aus seinem Schiff und bringen ihn in der nächsten Stadt in Haft. Die Spezialisten Parmith und Gerka lehren ihn innerhalb von zwanzig Tagen die örtliche Sprache. Eine größere Kommission militärischer und politischer Führer befragt ihn, um festzustellen, ob seine Logik weiter fortgeschritten ist als ihre eigene. Man staunt, als Thormin aus ihm herausbringt, dass er den Standort seiner Basis nicht kenne, da diese frei durch den Raum wandere und er sie über den Leitstrahl jederzeit wiederzufinden vermöge. Hillder bringt vor, auf drei solaren Planeten eine erkleckliche Zahl von Artgenossen zu besitzen, und nennt die Zahl der Welten, die sie beherrschen. Er erwähnt fremde Rassen, die den Menschen die Raumfahrt abgesehen haben und jetzt auf eigene Faust weiter das Weltall erobern. Auf Nachfrage spricht er von großen und zahlreichen Raumschiffen mit starken Besatzungen. Der Waffen-Experte Shahding mutmaßt, dass die ballistische Wissenschaft der Menschen ziemlich rückständig sei, als Hillder von „Energiefeldern, gewissen Strahlen, die das Nervensystem lähmen, [...] bakteriologischen Waffen, Demonstrationen von Zahlen und Macht“ berichtet. Der Terraner macht daraufhin geltend, die Menschheit habe die Zeit der Ballistik bereits weitgehend hinter sich gelassen. Daran schließt er eine Reihe von scheinbar alogischen Gedankenspielereien im Geiste der griechischen Sophisten, durch die er die Vards, die dergleichen noch nicht begegnet sind, verwirrt und innerlich entscheidend in Aufruhr versetzt. Sie zögern, Hillder hinzurichten, weil sie fürchten, seine Leute könnten wissen, wo er sich befindet, oder ihn gar opfern wollen, um einen Vorwand für einen Angriff zu erhalten. Solche Bedenken halten sie auch davon ab, Hillders Raumschiff zu zerkleinern. Als Mondafa sich darüber klar wird, dass die Menschen ihm und den Seinen nach Alter, Technik und Zahl voraus sein müssen, verabschiedet man den Freigelassenen mit militärischen Ehren, einem Strauß übelriechender Blumen und feierlichen Worten über „[eine glorreiche] Zukunft sich gut verstehender Rassen“. Hillder notiert, zurück an Bord, nüchtern die geistigen und die kosmographischen Koordinaten seiner Gastgeber. Er vergewissert sich, dass die Vards, denen er den Zugang zu seinem Schiff ermöglicht hat, das Schlüsselwerk seiner Bibliothek, Diabologik, die Wissenschaft des fahrenden Volkes, unangerührt gelassen haben.

## Zur Einordnung in Russells Gesamtwerk
Das Zusammentreffen der Menschen mit Außerirdischen (Kleinarbeit, Die Warteinweiler, Post Scriptum, Die Zeitlosen, Diabologik)
begegnet in Russells Werk ebenso immer wieder wie (siehe dieselben Kurzgeschichten) das mit ihm auftretende Weichwerden der Werte und der Maßstäbe. Russells Vorliebe, am Schluss einen starken Knall-Effekt wirksam werden zu lassen, äußert sich in Der Offund, Die Warteinweiler und Die Zeitlosen. Ein dem Autor gewohnter Spott über Willkür und starre Hohlheit von Militärs und Bürokraten ist der Gegenstand der glänzenden Satire Der Offund und färbt Die Zeitlosen.